# Emoia slevini
Emoia slevini är en ödleart som beskrevs av  Brown och FALANRUW 1972. Emoia slevini ingår i släktet Emoia och familjen skinkar. Inga underarter finns listade i Catalogue of Life.